# Estructura del sòl

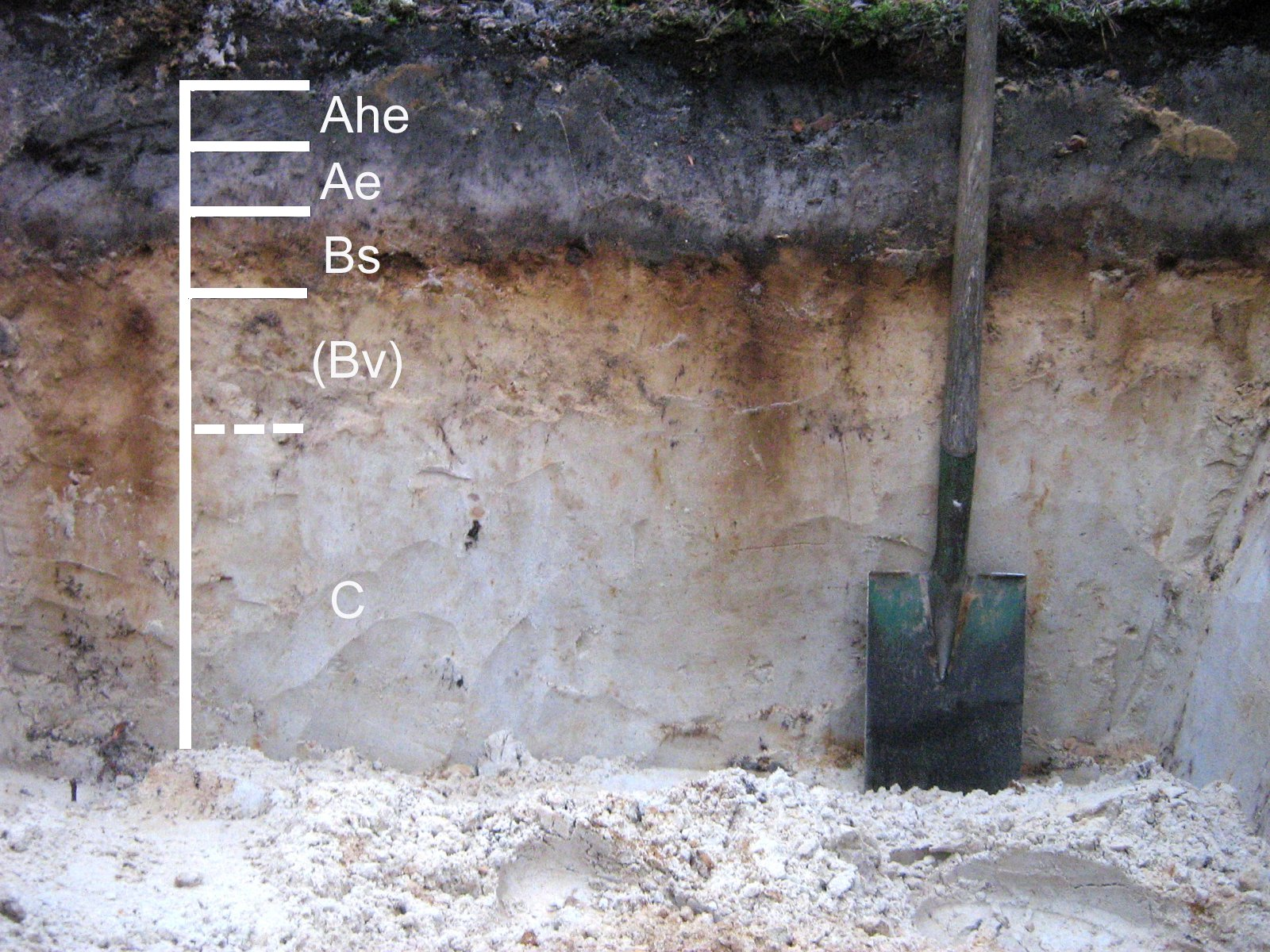
Un podzol presenta diverses estructures al llarg del seu perfil, l'horitzó superior, A, més fosc, té una estructura granular.

L'estructura del sòl és un estat del sòl que està determinat per com els grànuls de sòl individuals s'agreguen i de com s'organitzen els porus entre ells. L'estructura del sòl té una gran influència en els moviments d'aire i aigua, l'activitat biològica, el creixement de les arrels i l'emergència de les llavors.
L'estructura depèn de com s'ha desenvolupat el sòl; les condicions mediambientals sota les quals s'ha format;els minerals argilosos que presenta, la matèria orgànica que hi ha; i la història recent del maneig del sòl (per exemple agricultura o forestal).
Charman & Murphy (1998) consideren que el sòl té una bona estructura des del punt de vista de l'agricultura quan es té la condició d'estar agregat i la relació entre densitat i alta porositat és baixa. Però no hi ha una definició estricta sobre la bona estructura del sòl. Es pot dir però que un sòl amb bona estructura serà capaç de mantenir una robusta activitat biològica, emmagatzemament i transmissió de l'aigua, els gasos, els nutrients i l'energia i proporcionarà espais adequats pels intercanvis biològics i bioquímics.
L'agregació de les partícules primàries del sòl n'és un determinant crític de l'estructura. Els col·loides de l'argila (amb partícules de menys de 2 micròmetres de diàmetre) tenen un paper significant rol en l'agregació en tot el marge de partícules del sòl (Leeper & Uren, 1993). L'adhesió entre partícules es fa per la via de les forces electroestàtiques (floculació) o de les substàncies cimentants, com és la matèria orgànica i alguns minerals.
Altres factors importants són: l'estabilitat dels agregats sota la pluja i les secades; l'estabilitat dels agregats a les alteracions físiques; la fabricació i naturalesa dels agregats; i la forma del perfil del sòl (referit a les variacions en les capes a través dels perfils del sòl).

## Estructura molecular del sòl
Les partícules argiloses tenen forma laminar i quan floculen tendeixen a disposar-se una sobre l'altra i així donen una forma compacta amb molt pocs espais buits. Però, si en el complex argilós hi ha col·loides orgànics, el floculat que se'n deriva presenta les partícules distanciades entre elles per les molècules orgàniques, que en ser molt més grans, provoquen la formació d'espais amplis buits que donen al sòl una estructura de tipus de "llacuna". El floculat per tant pot estar constituït per grànuls i per grumolls més o menys complexoss, que donaran una estructura del tipus "granular" o de grumolls força rica en espais buits.
Aquests aglomerats estan consolidats amb la lignina, produïda per la descomposició de les substàncies orgàniques, cosa que dona una certa estabilitat als grumolls i un cert grau de resistència a la desagregació.

## Classes d'estructura del sòl
N'hi ha cinc principals: En plaques, prismàtica, columnar, granular, i polièdrica. Alguns sòls tenen estructures simples i altres la tenen composta.

### En plaques
Les unitats són en forma de plaques i planes. Generalment es disposen horitzontalment. Una forma especial d'aquest tipus és l'estructura lenticular on les plaques són més gruixudes al mig i més fines a les vores. L'estructura en plaques es troben usualment en sòls per sota de la superfície els quals han estat sotmesos a filtracions o compactació per animals o maquinària. Les plaques es poden separar fàcilment si es fa servir un ganivet. Aquest tipus d'estructura tendeix a impedir el moviment cap avall de l'aigua i també de les arrels. Es troben freqüentment en els horitzons C, E, Bs i K com també en sesquiòxids (sòls molt vells rics en ferro i magnesi).

### Prismàtica
En aquest cas les unitats individuals estan lligades per cares planes o rodones. Les unitats són més grans verticalment i estan encastades o en motlles. Els vèrtexs són angulars o subrodons; la part de dalt dels prismes són aplanades. L'estructura prismàtica és característica de l'horitzó B dels sòls o subsòls. Les ruptures verticals es fan pel gel i desgel i humitejament i dessecament com també pel moviment cap avall de l'aigua i les arrels.

### Columnar
Aquí les unitats són similars als prismes. La part alta de la columna, en contrast amb l'estructura prismàtica, són molt diferenciades i normalment arrodonida. És una estructura comuna en subsòls afectats pel sodi i en sòls rics en argiles del tipus semectites i Hal·loysita. És una estructura molt densa i resulta difícil el pas de les arrels. De vegades, les llaurades profundes poden millorar-ne la fertilitat.

### Polièdrica
Les unitats estructurals són blocs com poliedres. Queden unides per superfícies planes o lleugerament arrodonides. Típicament són estructures equidimensionals. Són comunes en el subsòl però també apareixen a la superfície en cas de contenir grans quantitats d'argila. L'estructura polièdrica més forta es forma com a resultat de l'inflament i encongiment dels minerals argilosos que fan trencaments. Sovint la superfície de basses seques presenten un esquarterament característic motivats per l'argila.

### Granular
En l'estructura granular, les unitats estructurals són aproximadament esfèriques o polièdriques i estan unides per cares corbes o irregulars. És l'estructura típica de les terres més fèrtils i tenen molta matèria orgànica. Són fàcils de cultivar. Presenten molts cucs de terra i rosegadors. Té una bona porositat i un moviment fàcil d'aigua i aire. És pròpia dels horitzons A.

### Sense estructura
Alguns sòls no tenen estructura. No s'observen capes ni horitzons ni unitats. Quan pateixen una pertorbació passen a ser fragments de sòl i simples grànuls.

## Maneig de l'estructura
Les pràctiques agrícoles tradicionals han causat generalment canvis en l'estructura dels sòl que han compromès la seva agregació i porositat cosa que normalment fan entrar en declivi l'estructura del sòl. Amb les llaurades es barreja el sòl i es compacta i s'empetiteix els agregats a més d'omplir els porus. D'altra banda la matèria orgànica s'exposa més a la degradació i oxidació (Young & Young, 2001). Una posterior conseqüència del cultiu continu i el pas de la maquinària és que es fa una capa compactada impermeable a la fondària habitual on arriben els arreus de la llaurada.
Amb la irrigació, l'estructura del sòl també es degrada, els agregats es trenquen i les argiles es dispersen per l'humitejament ràpid. Això és especialment greu en sòls sòdics. Alts nivells de sodi (comparat amb alts nivell de calci) fan que les partícules es repel·leixin i es dispersin, a més la salinitat pot arribar a tot el sòl.
Mesures per mantenir o millorar l'estructura són afegir matèria orgànica, fer períodes de pastura, rotació de conreus, eliminar o reduir les llaurades, adobs en verd, drenatges, etc. En irrigació es recomana afegir guix (sulfat de calci) per desplaçar els cations de sodi, no fer un humitejament ràpid i no pertorbar el sòl si està massa humit o massa sec.
S'ha estimat que es podria augmentar la productivitat del regadiu de dues a tres vegades si es millora l'estructura dels sòls (Cockroft & Olsson, 2000, cited in Land and Water Australia 2007). Segons el departament d'Agricultura dels Estats Units (NSW Department of Land and Water Conservation (1991) per cada mil·límetre d'aigua capaç d'infiltrar-se, maximitzada per una bona estructura del sòl, el rendiment del blat es podria incrementar en 10 kg/ha.